# Emil Gabriel Jula
Emil Gabriel Jula (Cluj-Napoca, Rumania, 3 de enero de 1980 - 22 de agosto de 2020) fue un futbolista rumano.

## Carrera deportiva
Jugó como delantero en el Anorthosis Famagusta de Chipre. En la temporada 2006-2007 fue el goleador del Oțelul Galați de la Primera División de su país, ayudando a su país a obtener la Copa Intertoto. También durante la temporada 2007-2008, acabó en el segundo lugar entre los goleadores de la Liga I.
Su último equipo fue el TuS Bersenbrück de Alemania con quien jugó de 2015 a 2018, completando una carrera de 366 partidos y 115 goles.

## Muerte
Falleció el 22 de agosto de 2020 por insuficiencia cardiaca.

## Clubes
| Club                 | País     | Año       |
| -------------------- | -------- | --------- |
| U Cluj               | Rumania  | 1998-2006 |
| Otelul Galati        | Rumania  | 2006-2008 |
| Energie Cottbus      | Alemania | 2008-2011 |
| MSV Duisburgo        | Alemania | 2011-2012 |
| Anorthosis Famagusta | Chipre   | 2012-2020 |

## Logros
- Copa Intertoto 2007 con Otelul Galati.